# MAN SL202
MAN SL202는 MAN SE에서 1983년부터 1993년까지 생산했던 싱글데커 버스 차종이다.

## 운행 국가
MAN SL202는 주로 독일에서 판매되었으며, 차체 모델은 오스트레일리아와 뉴질랜드에서 판매되었다.

### 오스트레일리아
시드니 버스는 1989년에 총 50대의 MAN SL202를 보유한 적이 있었으나, 2013년에 퇴역하였고, State Transport Authority, Adelaide는 1992년에서 1996년 사이에 125대를 구매한 적이 있었다.